# Гуам
Гуа́м або Ґуа́м (чам. Guåhån, англ. Territory of Guam) — найбільший з Маріанських островів у західній частині Тихого океану, з заходу омивається Філіппінським морем. Є організованою неінкорпорованою територією США.
Площа острова — 540 км²; столиця Гаґатна; уряд — губернатор, що всенародно обирається, з 2018 р. — Лу Леон Герреро й однопалатний законодавчий орган; населення — 167 772 (оцінка, липень 2018 року); мови: англійська, чаморро (одна із західних малайсько-полінезійських мов).

## Історія
Гуам був заселений одним з індонезійських народів, чаморро, близько 3,5 тисячі років тому. До початку XVI століття, коли експедиція Магеллана відкрила Гуам (1521), у чаморро вже почало утворюватися ранньокласове суспільство. Чаморро ділилися на три основних соціальних прошарки: вождів, рядових мешканців і рабів.
Гуам оголосили колонією Іспанії 1565 року. З 1600 року острів використовували іспанські галеони, які прямували з Мексики на Філіппіни, для відпочинку команд і поповнення провіанту. Це спричинило фізичне змішання аборигенів-чаморро з іспанцями, мексиканцями та філіппінцями, які входили до складу команд іспанських галеонів. Фактична іспанська колонізація, що супроводжувалася християнізацією чаморро, почалася з 1668 року, з прибуттям на острів католицьких проповідників. Період з 1670 по 1695 ознаменувався серією бунтів чаморро, пригнічених іспанськими солдатами. Чисельність чаморро, особливо чоловіків, сильно скоротилася. Це призвело до подальшого змішання чаморро з іспанцями, філіппінцями та мексиканцями. Однак у чаморро збереглися своя мова і деякі звичаї.
США завоювали острів під час Іспано-американської війни в 1898 році й отримали його за підписаною в тому ж році Паризькою мирною угодою. Після цього Гуам служив уже перевальною базою для американських суден, які вирушали з Філіппін або на Філіппіни. 
Під час Другої світової війни Гуам зазнав нападу збройних сил імператорської Японії в битві за Гуам (1941) через три години після атаки на Перл-Гарбор. Гуам здався японським військам 10 грудня. У розпал війни на острові були розквартировані приблизно 19 000 японських солдатів і матросів. Морська піхота США захопила Гуам 21 липня 1944 року під час Гуамської операції, через 13 днів після початку битви за визволення острова від японських загарбників.

## Географія
Гуам простягнувся вздовж Маріанської западини. За 340 км на південний захід від Гуаму розташована найглибша точка світового океану — «Безодня Челленджера». Острів витягнутий з півночі на південь на 50 км, ширина в найвужчій середній частині — 12 км. Рельєф північної частини острова різко відрізняється від південної. Північна частина — це вапнякове плато, складене коралами. На північному заході й півночі плато круто обривається до берега. Південна частина острова — вулканічного походження й має горбистий рельєф. Найвища точка — гора Ламлі (406 м). Пагорби складені лавами, а також кварцитами й глинистими сланцями. Є виходи гранітів і пісковиків.
Ґрунти острова — родючі фералітні, місцями малопотужні. Північна частина Гуаму вкрита саванною рослинністю. Вологі тропічні ліси трапляються лише в долинах річок і на схилах пагорбів південної частини острова. Уздовж узбережжя — гаї кокосових пальм. Тваринний світ Гуаму бідний. Водяться гризуни (щури, миші), кажани. У лісах трапляються олені, завезені іспанцями з Філіппін. Раніше на острові водилося досить багато птахів; наразі більшість з них винищені завезеною в 1940-х роках змією — коричневою бойгою. Вона має слабку отруту й безпечна для людей, однак стала справжнім лихом: змії знищили майже всіх птахів і часто замикають дроти високої напруги. Раніше на Гуамі змій не було, зараз щільність змій одна з найвищих у світі — 2000 на квадратний кілометр. Для запобігання поширенню отруйних змій (коричнева бойга) на територію острова планувалося скидати отруєних мишей.

## Клімат
Клімат острова тропічний мусонний. Середньодобова температура цілий рік становить 26—27 °C. Сезон дощів триває з травня по листопад. Найсприятливіший період для туризму — з грудня до травня. Найбільша кількість опадів — у серпні (410 мм), найменша — у квітні (55 мм). У сухий зимово-весняний період (з січня по квітень) дмуть північно-східні вітри. Річна кількість опадів перевищує 2000 мм.
У літній дощовий період острів потерпає від тайфунів. Вони тут утворюються й набирають сили, завдають шкоди острову, а потім прямують до берегів Південно-Східної Азії. Гуам іноді називають Алеєю тайфунів (англ. Typhoon Alley). Один з найпотужніших тайфунів 1962 року зруйнував майже всі будівлі на Гуамі. 1976 року по острову вдарив тайфун Памела, який завдав шкоди Гуаму на пів мільярда доларів. З цього часу були посилені будівельні норми, дерев'яні конструкції та стовпи були значною мірою замінені бетонними.
8 грудня 2002 року на острів обрушився ще один потужний тайфун, Понгсона. Швидкість вітру досягала 232 км/год, а швидкість максимальних поривів вітру — 278 км/год. Збиток від урагану перевищив 700 мільйонів доларів, проте завдяки вжитим раніше заходам загинула лише одна жінка (отримала поранення від уламків скла і померла від серцевого нападу).

| Клімат Гуаму                               | Клімат Гуаму | Клімат Гуаму | Клімат Гуаму | Клімат Гуаму | Клімат Гуаму | Клімат Гуаму | Клімат Гуаму | Клімат Гуаму | Клімат Гуаму | Клімат Гуаму | Клімат Гуаму | Клімат Гуаму | Клімат Гуаму |
| Показник                                   | Січ.         | Лют.         | Бер.         | Квіт.        | Трав.        | Черв.        | Лип.         | Серп.        | Вер.         | Жовт.        | Лист.        | Груд.        | Рік          |
| Абсолютний максимум, °C                    | 34,4         | 33,9         | 33,9         | 35,6         | 34,4         | 35           | 35           | 34,4         | 33,9         | 33,9         | 33,3         | 32,8         | 35,6         |
| Середній максимум, °C                      | 29,6         | 28,7         | 30,1         | 30,8         | 31,6         | 31,6         | 31,1         | 30,8         | 30,9         | 31,1         | 31           | 30,4         | 30,9         |
| Середня температура, °C                    | 26,9         | 26,7         | 27,3         | 28,1         | 28,3         | 28,4         | 27,9         | 27,7         | 27,7         | 27,9         | 28           | 27,6         | 27,7         |
| Середній мінімум, °C                       | 23,4         | 23,2         | 24,1         | 24,7         | 25,2         | 25,2         | 24,7         | 24,6         | 24,5         | 24,8         | 24,9         | 24,6         | 24,6         |
| Абсолютний мінімум, °C                     | 18,9         | 18,3         | 18,9         | 20           | 21,1         | 21,1         | 21,1         | 21,1         | 21,1         | 19,4         | 20           | 20           | 18,3         |
| Середня кількість сонячних годин на місяць | 176,7        | 186,0        | 217,0        | 213,0        | 220,1        | 195,0        | 155,0        | 142,6        | 132,0        | 133,3        | 135,0        | 142,6        | 2048,3       |
| Норма опадів, мм                           | 100.6        | 96           | 59.7         | 72.1         | 108.7        | 196.9        | 290.8        | 406.4        | 344.9        | 298.2        | 205.2        | 158.5        | 2338.1       |
| Днів з опадами                             | 18,8         | 15,7         | 16,8         | 17,0         | 19,3         | 22,6         | 24,7         | 25,3         | 24,3         | 25,1         | 23,4         | 22,1         | 254,9        |
| ------------------------------------------ | ------------ | ------------ | ------------ | ------------ | ------------ | ------------ | ------------ | ------------ | ------------ | ------------ | ------------ | ------------ | ------------ |
| Джерело: NOAA (normals)                    |              |              |              |              |              |              |              |              |              |              |              |              |              |

## Політичний устрій
Гуам має офіційний статус «Неприєднаної організованої території США». Керується на підставі Органічного закону острова Гуам, ухваленого конгресом США в 1950 році. Цей закон надав острову право на місцеве самоврядування та оголосив його жителів громадянами (nationals) США. Столиця острова — Хагатна.
Виконавча влада здійснюється губернатором (обирається населенням Гуаму на 4-річний термін), який призначає місцевий уряд. Гуам має одного делегата в палаті представників США, але він не має права голосу. Законодавчий орган — Законодавчі збори, що складаються з 15 сенаторів (обираються населенням на 2-річний термін).
У Гуамі існує рух за повну незалежність від США, але більшість жителів Гуаму воліють зберегти нинішній статус у модифікованому вигляді, отримавши ширшу автономію.

## Адміністративний устрій

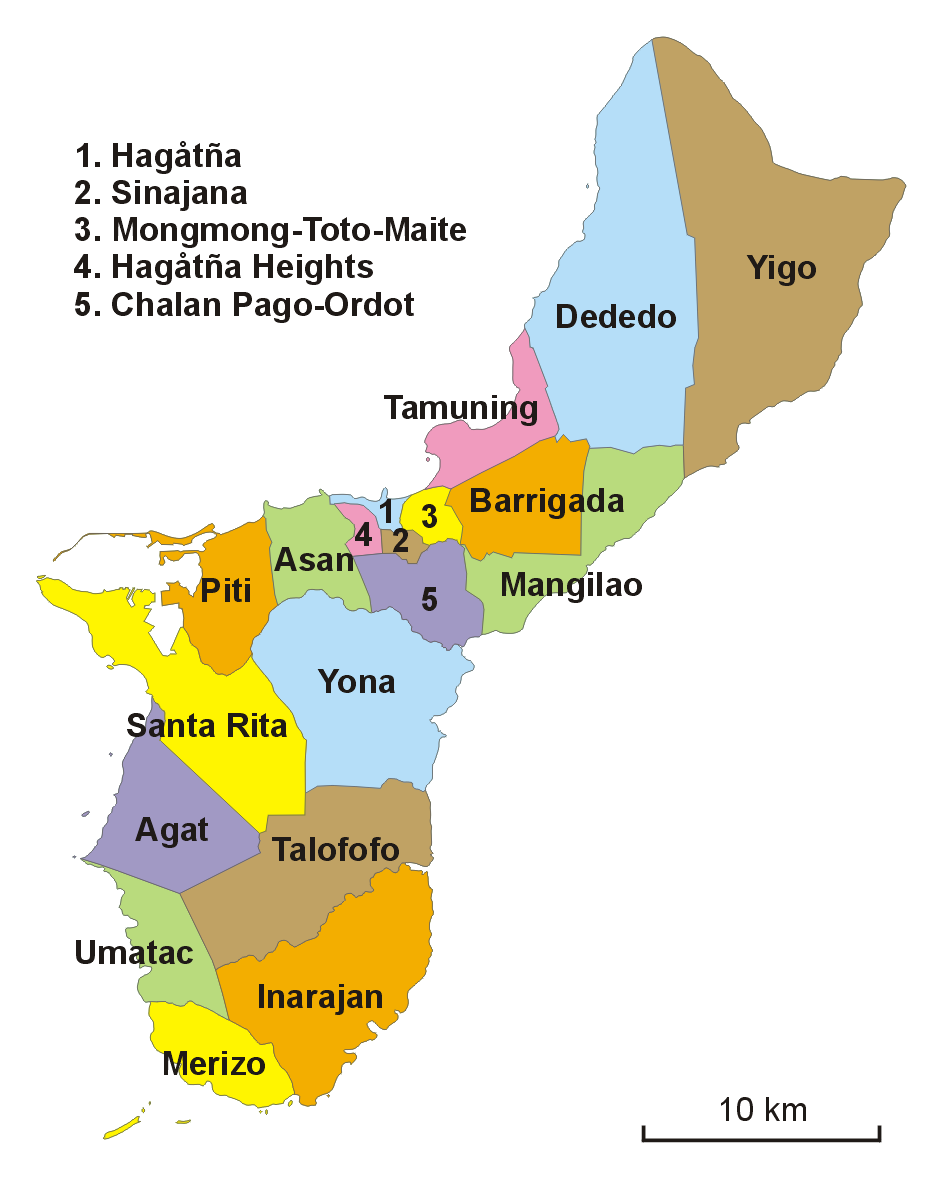
Адміністративний устрій Гуаму (2006)

Гуам розділений на 19 муніципалітетів (муніципальних сіл):
| №  | Муніципалітет       | Регіон      | Площа, км² | Населення, осіб (2010) | Густота, осіб/км² |
| -- | ------------------- | ----------- | ---------- | ---------------------- | ----------------- |
| 1  | Аган'я-Хейтс        | Центральний | 2,68       | 3808                   | 1420,90           |
| 2  | Агат                | Південний   | 27,19      | 4917                   | 180,84            |
| 3  | Асан                | Центральний | 14,35      | 2137                   | 148,92            |
| 4  | Баррігада           | Центральний | 21,96      | 8875                   | 404,14            |
| 5  | Чалан-Паго-Ордот    | Центральний | 14,73      | 6822                   | 463,14            |
| 6  | Дедедо              | Північний   | 79,16      | 44 943                 | 567,75            |
| 7  | Хагатна             | Центральний | 2,33       | 1051                   | 451,07            |
| 8  | Інараджан           | Південний   | 48,82      | 2273                   | 46,56             |
| 9  | Мангілао            | Центральний | 26,45      | 15 191                 | 574,33            |
| 10 | Меризо              | Південний   | 16,39      | 1850                   | 112,87            |
| 11 | Монгмонг-Тото-Маїте | Центральний | 4,79       | 6825                   | 1424,84           |
| 12 | Піті                | Центральний | 19,26      | 1454                   | 75,49             |
| 13 | Санта-Рита          | Південний   | 41,89      | 6084                   | 145,24            |
| 14 | Сінаяна             | Центральний | 2,20       | 2592                   | 1178,18           |
| 15 | Талофофо            | Південний   | 45,81      | 3050                   | 66,58             |
| 16 | Тамунінг            | Північний   | 14,66      | 19 685                 | 1342,77           |
| 17 | Уматак              | Південний   | 16,63      | 782                    | 47,02             |
| 18 | Йїго                | Північний   | 91,71      | 20 539                 | 223,96            |
| 19 | Дзон'я              | Південний   | 52,53      | 6480                   | 123,36            |
|    | Всього              |             | 543,52     | 159 358                | 293,20            |

## Військові бази
Гуам — найбільша стратегічна військова база США в Тихому океані. Військові бази (військово-морська, військово-повітряна, база берегової охорони та т. ін.) займають близько 160 км² (29 % від загальної площі острова) і включають такі об'єкти:
- Військово-морська база Гуам,
- Сектор берегової охорони Гуам,
- База ВПС Андерсен,
- Апра-Харбор,
- Військові склади Ordnance Annex,
- Станції зв'язку ВМС США,
- Об'єднані штаби ВМС, ВПС, берегової охорони.

Більша частина військовослужбовців США зосереджена на авіабазі Андерсен і військово-морській базі Апра-Харбор.
У жовтні 2020 року на острові розпочались роботи зі спорудження бази корпусу морської піхоти США «Кемп Блаз» (англ. Camp Blaz). Введена в експлуатацію в січні 2023 року.

## Населення
Чисельність населення — 180,9 тис. (оцінка на липень 2010);
Річний приріст — 1,3 %;
Народжуваність — 18,1 на 1000;
смертність — 4,6 на 1000;
Середня тривалість життя — 75 років у чоловіків, 81 рік у жінок;
Етно-расовий склад: чаморро — 37,3 % (59 381 особа), чуукці — 7,0 % (11 230 осіб), інші народи Океанії — 5,0 % (7 971 особа), філіппінці — 26,3 % (41 944 осіб), інші народи Азії — 5,9 % (9 437 осіб), змішаного походження — 9,4 % (14 929 осіб), європейці — 7,1 % (11 321 особа), афроамериканці — 1,0 % (1 540 осіб), інші — 1,0 % (1 605 осіб) (за переписом 2010 року);
Мови: англійська — 43,6 % (63238 осіб), чаморро — 17,8 % (25827 осіб), філіппінські мови — 21,2 % (30720 осіб), мови Океанії — 10,0 % (14441 особа), азійські мови — 6,3 % (9192 осіб), інші мови — 1,1 % (1651 осіб) (за переписом 2010 року);
Грамотність — 99 %;
Міське населення — 93 %.

## Туристичні зони
Північний район Гуаму найменше заселений на острові. Його найменше відвідують туристи. Більша частина регіону зайнята військовими базами США. Тут же розташований Рітідіан-Біч (Ritidian Beach), який вважається найкрасивішим пляжем Гуаму. Центральний регіон — найгустіше населений і найбільш відвідуваний туристами. Саме тут розташована столиця Гуаму, а також головний, і по суті єдиний туристичний центр острова — Тумон. 90 % туристів проводять свою відпустку там. Південний регіон — наймальовничіший на острові, але найменш розвинений. У цьому районі найкраще збереглася культура корінних жителів Гуаму — чаморро. Туристів тут приваблюють Кокосовий острів і пляжі затоки Талофофо. Тихоокеанські пляжі Талофофо можуть бути цікаві серферам і кайт-серферам, особливо в сезон вітрів. Зокрема, саме в південній частині острова висадився Магеллан під час своєї навколосвітньої подорожі.
На острові збереглися пам'ятки історії. Це — стародавні наскельні малюнки й традиційні житла аборигенів чаморро, що заселили острів приблизно 3,5 тис. років тому, свідоцтва колишнього панування іспанців, а також пам'ятники Другої світової війни. Береги Гуама, дарують любителям дайвінгу можливість оглянути коралові рифи та досліджувати остови затонулих кораблів. Крім того, любителі активного відпочинку можуть зайнятися віндсерфінгом і парасейлінгом, пограти в гольф.

## Транспорт і зв'язок
Місцевий транспорт представлений головним чином автобусами-шаттлами, що курсують від різних районів острова до основних торгових та інших центрів. Серед автобусів є двоповерхові. Вартість проїзду становить $2, проїзний на день коштує $5, на тиждень — $8. Працюють дві компанії, кожна з яких приймає тільки власні проїзні, тож варто звертати увагу на те, чий саме автобус під'їхав до зупинки. Одна з компаній має також екскурсійний маршрут по острову, що триває чотири години та коштує $25. Таксі широко доступні. Середній тариф становить $3 за першу милю, і $0,6 за кожні наступні чверть милі[джерело?].
Рух правосторонній. Вуличний рух надзвичайно спокійний і законослухняний. Прийнято фанатичне дотримання ПДР, а також взаємна ввічливість і поступливість (іноді навіть зайва). Пішохід має перевагу всюди. При цьому на дорогах слід побоюватися пішоходів і водіїв — японців, які звикли до лівостороннього руху і праворульних машин. Дороги в основному хороші — з крайнього півдня до півночі на машині можна неспішно проїхати за 3 години (стосується траси вздовж східного узбережжя). Стан траси вздовж Тихоокеанського (західного) узбережжя трохи гірший.
Острів пов'язаний з рештою світу 12 оптоволоконними кабелями Інтернету.

## Цікаві факти
- У серіалі «Загублені» пасажири рейсу «Аджира» летіли на літаку, який мав здійснити посадку на Гуам.